# Robot Overlords – Herrschaft der Maschinen
Robot Overlords – Herrschaft der Maschinen (Originaltitel: Robot Overlords) ist ein britischer Science-Fiction-Film von Jon Wright aus dem Jahr 2014 mit Callan McAuliffe, Ben Kingsley und Gillian Anderson.

## Handlung
Nach der Invasion und Besetzung der Erde durch außerirdische Roboter haben diese die Menschen in nur 11 Tagen besiegt. Sie sind am Wissen und Einfallsreichtum der Menschen interessiert und studieren deshalb ihre Verhaltensweisen. Sie zwingen die Menschen, in ihren Häusern zu bleiben, und diese riskieren ihr Leben, wenn sie ohne Erlaubnis das eingegrenzte Territorium verlassen sollten. Über elektronische Implantate hinter dem Ohr werden sie von Robotern digital überwacht, die so die Menschen kontrollieren, verfolgen und notfalls auch töten.
Sean Flynn, ein Teenager, rebelliert gegen die Herrschaft der Roboter. Zusammen mit seinen Freunden Nathan, Alexandra und Connor sucht er nach Wegen, die Freiheit wiederzuerlangen. Er brennt darauf, seinen Vater zu suchen, der seit Beginn der Invasion verschollen ist. Per Zufall findet er eine Möglichkeit, das Implantat abzuschalten. Bei dem Versuch, seine Playstation zu reparieren, erleidet Sean einen Stromschlag und sofort danach erlischt das Kontrolllicht des Implantats. Sofort deaktivieren auch die anderen ihr Implantat und können sich nun draußen aufhalten, ohne entdeckt zu werden. In einer Schule, in der die Akten aller Menschen aufbewahrt werden, findet Sean einen Hinweis darauf, wo sich sein Vater aufhalten könnte. Unerwartet aktivieren sich die Implantate wieder und die Roboter erfahren von der flüchtigen Gruppe. Sie haben unter den Menschen einen Helfer: Kollaborateur Robin Smythe, ein ehemaliger Lehrer. Dieser versucht mit allen Mitteln, die Flüchtenden wieder zurückzuholen. Kurzfristig gerät Sean in seine Gewalt und er lässt ihm ein neues, schwarzes Implantat einsetzen. Doch kurz darauf kann der Junge fliehen und versteckt sich in einer Kegelbahn im Ort, wo sie alle ihre Implantate wieder abstellen und sich nun wieder auf den Weg machen, Seans Vater zu suchen. Als plötzlich ein großer Roboter auf sie zukommt und sie bedroht, gelingt es Sean aufgrund seines neuen Implantats, die Kontrolle über den Roboter zu bekommen. Mit seiner Hilfe können sie Smythe und sein Team zwingen, ihre Waffen abzulegen. Doch als Sean kurz abgelenkt wird, zerstören zwei kleine „Insektenroboter“ ihren großen Kollegen, doch Sean kann auch diese beiden kontrollieren und so die Suche nach seinem Vater fortsetzen. Er findet ihn in einem Lager mit Gleichgesinnten vor der Stadt bei einer alten Zinnmine. Sie haben hier eine Möglichkeit gefunden, die Implantate zu entfernen, was sie nun auch bei Sean und seinen Freunden tun.
Smythe wird derweil von Mediator 452, einem Roboter in Menschengestalt, aufgefordert, Sean um jeden Preis zur finden und zurückzubringen. Nachdem Smythe das Lager findet, droht er es (und die Menschen darin) von den Robotern zerstören zu lassen, wenn sie ihm nicht Sean ausliefern würden. Diesem ist es inzwischen gelungen, nachdem er sich selber das schwarze Implantat wieder eingesetzt hat, mit seinen mentalen Kräften die Roboter nach seinem Willen agieren zu lassen. Er steuert so ein Roboterfahrzeug gegen das lokale Robotermutterschiff. Er rammt und zerstört es und kann so die Invasion beenden, unter der sie drei Jahre aushalten mussten. Aufgrund der zerstörten Zentrale erkennen die verbliebenen Roboter Smythe nicht mehr als Befehlshaber und töten ihn, als er ihren Aufforderungen nicht nachkommt.
Um jegliche weitere Invasion auszuschließen, verbindet sich Sean mental mit einem beschädigten Mediator und sendet so Befehle, um die Invasion auf der ganzen Erde zu beenden. In der Folge stellen alle Roboter ihre Aktivitäten ein und versetzen sich in einen Ruhemodus. Die Leute des Ortes feiern den Sieg und ihre wiedergewonnene Freiheit. Sean schaut am Ende erleichtert und glücklich zu den Sternen auf.

## Hintergrund
Die Dreharbeiten erfolgten in Wales, auf der Isle of Man und in Nordirland auf dem Carrickfergus Castle. Musik für den Abspann des Films wurde von Matan Zohar zur Verfügung gestellt.
Von Iglu Media wurde das Action- und Strategiespiel Robot Warlords entwickelt, das auf dem gleichnamigen Film basiert und Elemente des Films enthält.

## Kritiken
Kino.de wertet: „Gillian Anderson und Ben Kingsley sind die prominenten Zugpferde, doch die eigentlichen Hauptdarsteller und Handlungsträger sind die Kinder in diesem deshalb auch geradewegs an Jugendliche adressierten und auf solche zugeschnittenen Science-Fiction-Abenteuer englischer Herkunft. Die Story erzählt nicht viel Neues, wird jedoch unterhaltsam vorgetragen, und trotz eines vergleichsweise niedrigen Budgets können sich die Spezialeffekte sehen lassen. Guter Griff für SF-Fans.“ Andere Stimmen meinten allerdings: „Hier stimmt so gut wie nichts, vom Titel angefangen, über die Story und die schmerzhaften Dialoge bis zu den halbgaren Effekten.“